# Shenyang J-6
Shenyang J-6, förkortat J-6 eller Jian-6 (歼-6; Farmer), var en kinesisk kopia av det sovjetiska jaktflygplanet Mikojan-Gurevitj MiG-19 (NATO-rapporteringsnamn: Farmer). Planet togs i tjänst i det kinesiska flygvapnet under det tidiga 1960-talet och fram till början av 1980-talet producerades runt 3 000 exemplar. År 2007 har alla J-6 tagits ur aktiv tjänst förutom ett mindre antal som används som skolflygplan. Planet har exporterats till ett flertal u-länder, då under namnet F-6.

## Varianter
- J-6A
- J-6B
- J-6I
- J-6II
- J-6III
- J-6IV
- J-6IIIC
- JJ-6
- JZ-6
- BW-1

## Bilder

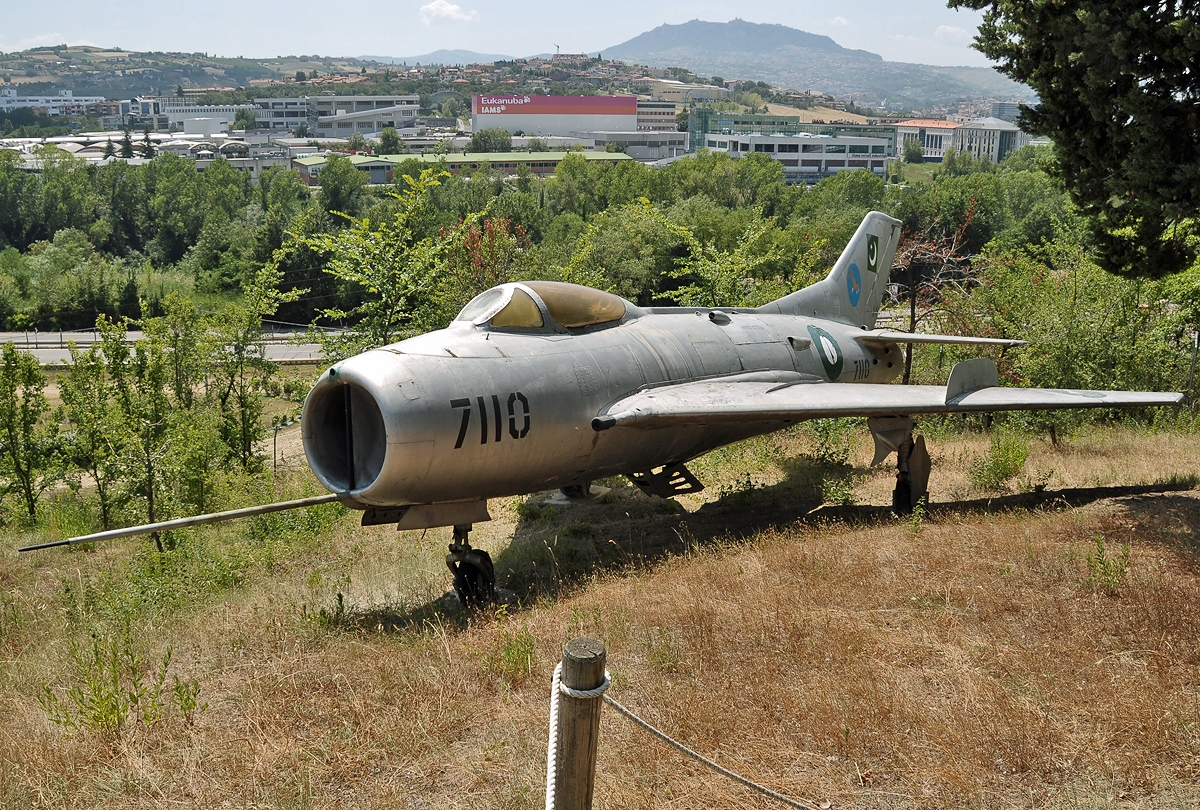
Pakistansk J-6.
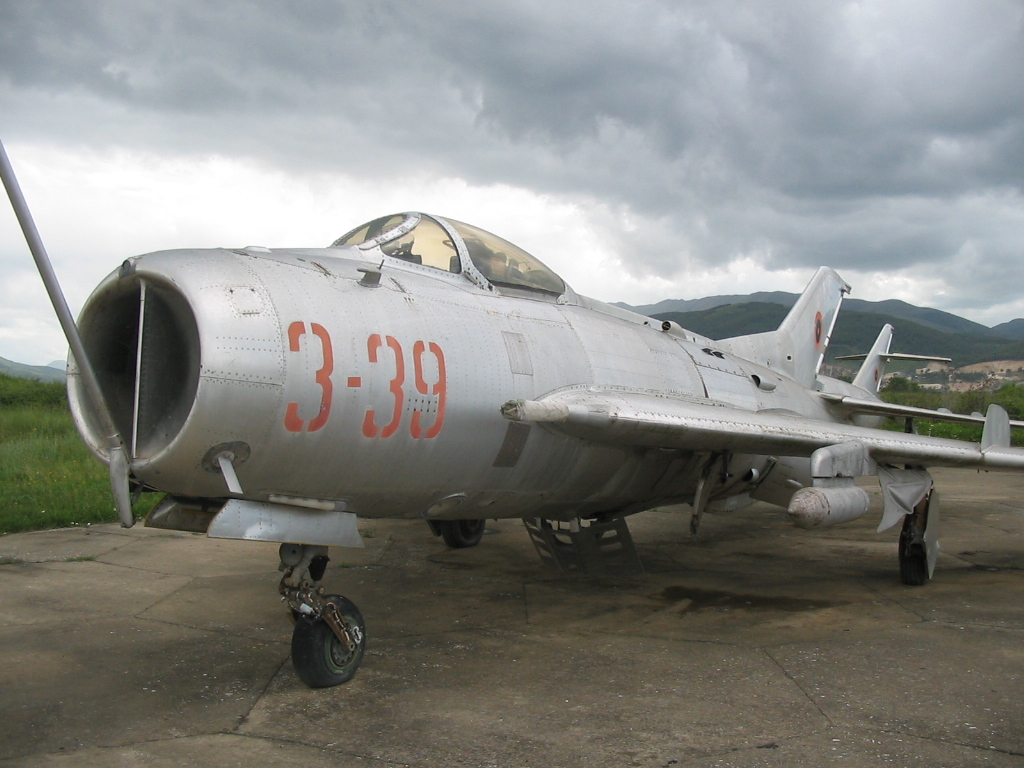
Albansk J-6C.
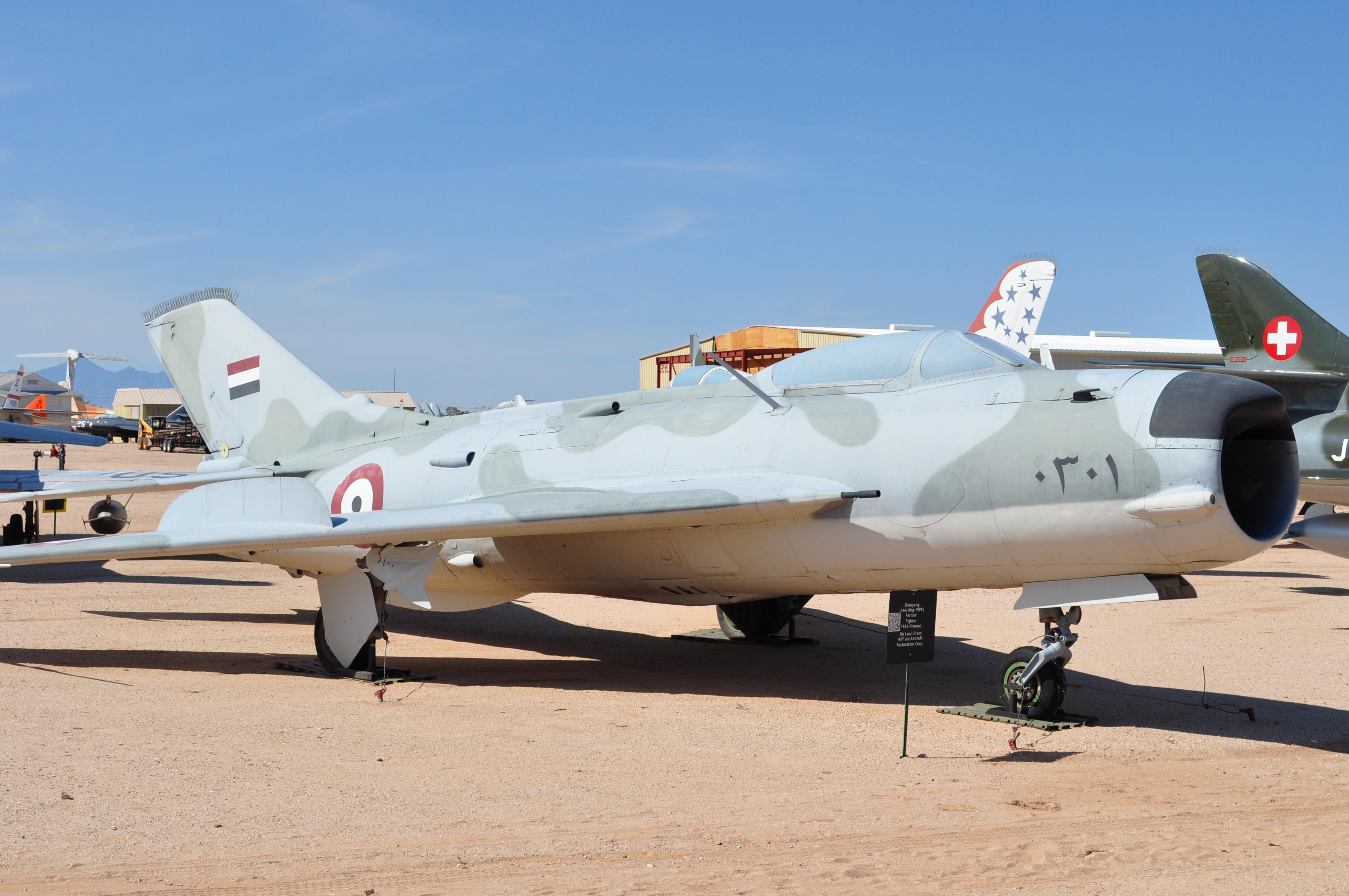
Egyptisk J-6A.